# Герман Ессер

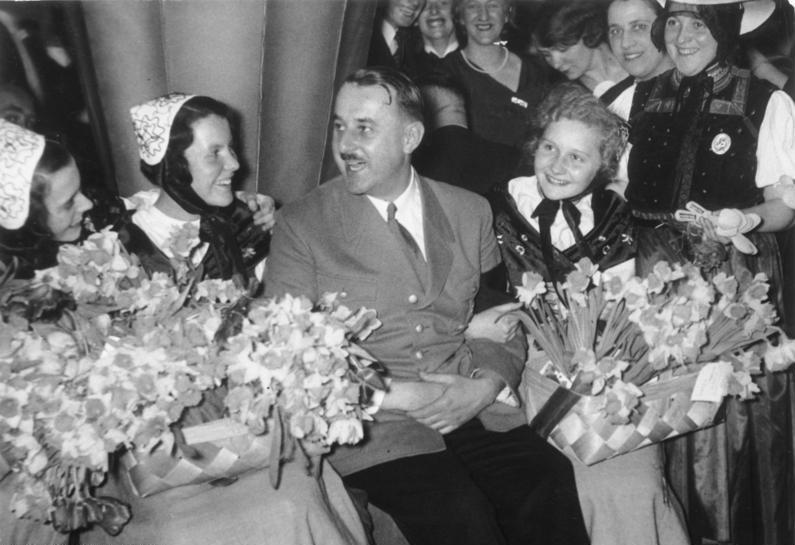
Герман Ессер

Герман Ессер (нім. Hermann Esser; 29 липня 1900, Рермос, Дахау — 7 лютого 1981, Дітрамсцель) — один з перших послідовників Адольфа Гітлера, журналіст, політичний та державний діяч нацистської Німеччини, групеннфюрер націонал-соціалістичного авіакорпусу (1943).
Герман Ессер народився 29 липня 1900-го року, в комуні Рермос, в землі Баварія (Röhrmoos, Kingdom of Bavaria). Він брав участь у Першій світовій війні, після якої деякий час був соціал-демократом. Ессер став першим представником соціал-демократичного руху, який вступив у Німецьку робітичну партію в листопаді 1919-го року. Потім він став членом № 2 в Націонал-соціалістичній робітничій партії Німеччини (НСДАП).

## Біографія
Ессер працював журналістом, а також зарекомендував себе чудовим оратором та спритним тактиком. З 1919-го року він був редактором газети «Völkischer Beobachter», яка з 1920-го року була друкованим органом НСДАП. Герман був важливою сполучною ланкою при створенні програми НСДАП, яка складалася з 25 пунктів. Саме його вважали одним із найголовніших послідовників Адольфа Гітлера.

### Ранні роки
Ессер народився в Рермосі. Він був сином державного службовця. Здобув освіту в Середній загальноосвітній школі в Кемптені. Будучи підлітком Ессер добровільно пішов на фронт в роки Першої світової війни.

### НСДАП
В 1923 році Герман Ессер був призначений «першим пропагандистом НСДАП». Хвороба не зупинила його від активної участі 8 листопада 1923-го року в Пивному путчі, який пройшов у величезному пивному залі «Bürgerbräukeller». Ессеру було доручено розробити «Звернення до німецького народу». Учасники Пивного путчу, враховуючи Адольфа Гітлера, отримали за порушення громадського порядку тюремні терміни різної тривалості. Герман був засуджений до трьох місяців тюрми.

### У владі
До 1933-го року Герман тримав позицію редактора і працював в міській раді Мюнхена. Він був членом Баварського парламенту, був баварським державним міністром і керував мюнхенською Державною канцелярією. З 1933 по 30 січня 1934 р.р. він був головою Баварського ландтагу, а в період с березня 1934 по 1935 р.р. — баварським міністром по економічних питаннях.

### Особисте життя
Політичні інсинуації і скандал, спалахнувший на фоні розлучення Германа, привів до втрати частини його політичного впливу. Після трьох років шлюбу з Терезою Дайнінгер, Ессер завів інтригу з фрау Штрасмайер, після чого повернувся до дружини. Проте восени 1934-го року він знову покинув Терезу і пішов до Анни Бахерль, яка через рік народила від нього сина. Його прохання про розлучення так і залишилось би не вирішеним, якби до справи не приєднався сам Гітлер.

### Пізніша кар'єра в НСДАП
Кар'єра колись шанованого представника НСДАП, власника численних партійних відзнак, в 1935-у році виявилося в глухому куті. Тільки через чотири роки Ессер отримав пост статс-секретаря в Імперському міністерстві народної освіти та пропаганди який, по суті, не давав йому ніякої влади, проте добре забезпечував матеріально. В період з 1933-го по 1945-ий р.р. Герман був одним з депутатів Рейхстагу, а також віце-президентом Рейхстагу. У 1939-у році Герман Ессер опублікував книгу антисемітського характеру під назвою «Die jüdische Weltpest».

### Повоєнні роки життя
По закінченню Другої світової війни, в ході заходів по очищенню від наслідків націонал-соціалістичного режиму, Ессера розцінили як «незначного попутника». Після денацифікації з 1945-го по 1947-ий рік він перебував в американському полоні. Нова влада Німеччини в 1949-у році прийшли до висновку, що Ессер не «попутник», а «великий злочинець», і його засудили до п'яти років табору. Він отримав свободу в 1952-у році.

### Смерть
Герман Ессер помер в Дітрамсцелі, Баварія, 7 лютого 1981-го року. На той час йому було 81 рік.

## Нагороди
- Почесний знак Кобург
- Орден крові (9 листопада 1933)
- Почесний хрест ветерана війни з мечами
- Золотий партійний знак НСДАП
- Німецький Олімпійський знак 1-го і 2-го класу
- Почесний знак Німецького Червоного хреста 2-го ступеня і великий хрест із зіркою
- Медаль «У пам'ять 13 березня 1938 року»
- Медаль «У пам'ять 1 жовтня 1938»
- Медаль «За вислугу років у НСДАП» в бронзі, сріблі та золоті (25 років)
- Савойський військовий орден, великий офіцерський хрест (Італія)
- Орден Корони Італії, великий офіцерський хрест
- Орден Заслуг (Угорщина), командорський хрест
- Орден Священного скарбу 1-го ступеня (Японія)

## Роботи
- Die jüdische Weltpest. Judendämmerung auf dem Erdball. Eher, München 1939.
- «Bayerns Retter heißt Adolf Hitler.» Ansprache des Stadtrats Hermann Esser. Nationaler Schallplatten Dienst, Berlin.
- «Hitler der Grosse Liebhaber». 1949